# Noche de reyes (película)
Noche de reyes es una película española de 2001 dirigida por Miguel Bardem. Se trata del segundo trabajo en solitario de Bardem tras La mujer más fea del mundo. Aunque está ambientada en las fechas navideñas, en realidad fue rodada en Valencia y Madrid durante agosto de 2001 y los actores debieron soportar las altas temperaturas de la época bajo los gruesos ropajes invernales. Tuvo un presupuesto de 600 millones de pesetas y se estrenó el 21 de diciembre.

## Argumento
La trama gira en torno a la familia Cuspineda, que espera celebrar la noche de reyes con entusiasmo pues el padre, Ernesto, acaba de firmar un contrato entre su empresa y una compañía japonesa que les salvará de una ruina inminente. Sin embargo, una serie de incidentes impedirán que la noche de reyes transcurra con normalidad.

## Reparto
- Joaquín Climent - Ernesto Cuspineda
- Kiti Mánver - Lucía de Cuspineda
- Elsa Pataky - Marta Cuspineda
- Luna McGill - Teresa 'Teresita' Cuspineda
- Fele Martínez - Trifino Garriga
- Melani Olivares - Celia
- Coté Soler - Jaime
- Héctor Alterio - Sr. Garriga
- Togo Igawa - Mr. Okamura
- Akihiko Serikawa - Mr. Ike
- Jesús Castejón - Agustín
- Secun de la Rosa - Benito
- Javivi - Melchor
- Eduardo Recabarren - Gaspar
- Alexis Valdés - Baltasar
- Claudia Gravy - Sra. Garriga
- Lucina Gil - Diana
- Roberto Álamo - Héctor
- Fernando Tejero - Gus

## Críticas
Casimiro Torreiro del diario El País escribió "Su ritmo espástico, la proliferación de personajes siniestros y situaciones increíbles fuerzan mucho la credulidad del respetable (...) la función la salva, no obstante, un puñado de actores espléndidos". Federico Casado Reina del diario ABC vertió críticas negativas, calificando a la película como "una comedia que no es más que una versión gamberra, «freaky» y cañí de After Hours".